# Równanie Nernsta
Równanie Nernsta – podstawowa zależność elektrochemiczna wyrażająca równowagowy potencjał elektrody {\displaystyle E} względem jej potencjału standardowego {\displaystyle E^{0}} i stężenia substancji biorących udział w procesie elektrodowym.
Ogólna postać równania:
{\displaystyle E=E^{0}+{\frac {RT}{zF}}\ln {\frac {a_{\mbox{ox}}}{a_{\mbox{red}}}}}
dla temperatury 298 K i roztworów na tyle rozcieńczonych, że współczynnik aktywności jonów w nich zawartych jest z dobrym przybliżeniem równy 1 upraszcza się do:
{\displaystyle E=E^{0}+{\frac {0{,}05917}{z}}\log {\frac {[{\mbox{ox}}]}{[{\mbox{red}}]}}}
gdzie:
{\displaystyle R} – stała gazowa równa 8,314 J·K−1 mol−1,
{\displaystyle T} – temperatura wyrażona w kelwinach,
{\displaystyle z} – liczba elektronów wymienianych w reakcji połówkowej,
{\displaystyle a} – aktywność molowa indywiduów chemicznych biorących udział w reakcji elektrodowej,
{\displaystyle F} – stała Faradaya równa 96485 C·mol−1,
{\displaystyle [\mathrm {red} ]} – stężenie molowe formy zredukowanej,
{\displaystyle [\mathrm {ox} ]} – stężenie molowe formy utlenionej,
współczynnik 0,05917 ma wymiar V.